# Faubourg 36
Pour plus de détails, voir Fiche technique et Distribution.
Faubourg 36 est une comédie musicale dramatique franco-germano-tchèque réalisé par Christophe Barratier, sorti en 2008.
Le film se déroule en 1936, sur fond des journées du Front populaire dans un faubourg parisien, l'histoire de trois chômeurs qui tentent de faire revivre une salle de music-hall, le « Chansonia ».
C'est le deuxième long-métrage du réalisateur du succès cinématographique français Les Choristes.
Il est probable qu'il soit inspiré du projet de comédie-musicale originellement prévu pour la scène en 1979 36 Front populaire.

## Synopsis
Le film prend la forme d'un long flashback où Pigoil est interrogé dans un commissariat
À la Saint-Sylvestre 1935, dans une salle de spectacle parisienne, le « Chansonia », son directeur se donne la mort, ne pouvant respecter la créance du propriétaire, Galapiat, qui use de méthodes autoritaires et mafieuses. La salle ferme, les artistes sont au chômage.
Quatre mois plus tard, les élections législatives amènent le triomphe du Front populaire et de la gauche au pouvoir. Les anciens du Chansonia souffrent du chômage : Pigoil, séparé, vit misérablement, la garde de son fils Jojo, qui se livrait à la mendicité, lui est retirée. Milou est un militant communiste syndicaliste faisant le tour des usines pour appeler à la grève sur le tas et à l'occupation des usines. Et Jacky Jacquet, imitateur laborieux, tente de trouver son public et fait des caricatures xénophobes pour le parti « Salubrité Ordre Combat » (SOC).
Pigoil a l'idée de rénover le Chansonia pour refaire des bénéfices, s'associant avec les anciens du cabaret. Ils convainquent Galapiat, qui, suivant l'idée de son banquier, se rend plus sympathique avec démagogie, d'autant que les ouvriers prennent de l'importance avec le Front populaire. Un casting a lieu et une candidate se démarque : Douce, une femme envoyée par Galapiat, qui montre des talents de chanteuse et d'annonce des réclames. Elle et Milou tombent amoureux. Après la première, les critiques sont désastreuses (sauf pour Douce), les spectateurs boudent, Pigoil manque de mourir lors d'une chute provoquée par le désespoir.
Au moment des accords de Matignon, Douce quitte le Chansonia et Jacket le SOC. Grâce à Max, un chef d'orchestre coupé du monde par la TSF mais qui sort de sa retraite pour la salle de spectacle, Douce revient au Chansonia. Pigoil retrouve son fils grâce à la visite de Jacquet et Milou, ayant compris que la mère de Jojo le maintenait dans l'ignorance sur la situation de Pigoil et du Chansonia.
Le Chansonia retrouve le succès et devient rentable. Ainsi, même Léon Blum en est un spectateur. Pigoil déclare qu'ils peuvent racheter le Chansonia, tandis que Galapiat est en colère que Douce soit amoureuse de Milou. Le 14 juillet, alors que tout le monde participe au bal populaire dans une usine, il envoie ses sbires lyncher Milou, qui habituellement dort au dessus de la salle de spectacle pour garder la caisse. Mais exceptionnellement ce soir-là, c'est Jacquet qui se charge de la garde. Les hommes de Galapiat le tuent et prennent l'argent. Milou veut se venger et va à la confrontation. Mais alors que Galapiat le tient en joue, prêt à l'abattre, Pigoil arrive et tire sur Galapiat. Le film retourne au présent, dans le commissariat, puis Pigoil est condamné, même si Milou propose sans succès d'endosser la responsabilité du meurtre.
10 ans plus tard, le 31 décembre 1945 (sous une France dirigée par De Gaulle), Pigoil étant libéré plus tôt à la suite de l'emprisonnement des collaborationnistes, il se retrouve à contempler son fils accordéoniste Jo, tête d'affiche de la salle du spectacle à la place du Chansonia, « Au Faubourg 36 ».

## Fiche technique
Sauf indication contraire, les informations mentionnées dans cette section peuvent être confirmées par la base de données cinématographiques IMDb,  présente dans la section « Liens externes ».
- Titre original : Faubourg 36
- Titre allemand : Paris, Paris - Monsieur Pigoil auf dem Weg zum Glück[1]
- Titre tchèque : Paríz 36[1]
- Réalisation : Christophe Barratier
- Scénario : Christophe Barratier 
  - adaptation : Christophe Barratier et Julien Rappeneau
  - dialogues :  Christophe Barratier, Julien Rappeneau et Pierre Philippe
  - d'après une idée originale de Frank Thomas, Jean-Michel Derenne et Reinhardt Wagner
- Musique : Reinhardt Wagner
- Direction artistique : Mathieu Junot, Lionel Mathis, Alexis McKenzie Main, Jean-Yves Rabier et Matthieu Beutter
- Décors : Jean Rabasse
- Costumes : Carine Sarfati
- Photographie : Tom Stern
- Son : Daniel Sobrino, Roman Dymny, Vincent Goujon
- Montage : Yves Deschamps
- Production : Jacques Perrin et Nicolas Mauvernay 
  - Production associée : Romain Le Grand
  - Coproduction : Christian Benoist
- Sociétés de production[2] :
  - France : Galatée Films, en coproduction avec Pathé, France 2 Cinéma, France 3 Cinéma, Novo Arturo Films et Logline Studios, avec la participation de Canal+ et TPS Star, en association avec la Banque Populaire Images 6, avec le soutien de Eurimages, du CNC, de la société des producteurs de cinéma et de télévision et le programme MEDIA de l'Union Européenne
  - Allemagne : en coproduction avec Constantin Film,
  - République tchèque : en coproduction avec Blue Screen Productions
- Sociétés de distribution[3] : Pathé Distribution (France) ; Constantin Film (Allemagne) ; SPI International  (République tchèque) ; Alternative Films (Belgique) ; Alliance Vivafilm (Québec) ; Pathé Films AG (Suisse romande)
- Budget : 28 836 885 €[4]
- Pays d'origine :  France,  Allemagne,  République tchèque
- Langue originale : français
- Format[5] : couleur - 35 mm - 2,35:1 (Cinémascope) - son Dolby Digital
- Format[5] : - 70 mm (blow-up / one print) - 2,20:1 (Panavision 70) - son DTS 70 mm
- Genre : comédie musicale, drame
- Durée : 120 minutes
- Dates de sortie[1] :
  - Canada : 6 septembre 2008 (Toronto International Film Festival)
  - France, Belgique, Suisse romande : 24 septembre 2008[6],[7]
  - Québec : 10 octobre 2008[8]
  - Allemagne : 27 novembre 2008
  - République tchèque : 23 avril 2009 (Festival du film de l'Union européenne) ; 30 avril 2009 (sortie nationale)
- Classification[9] :
  - France : tous publics (conseillé à partir de 10 ans)[10],[11]
  - Belgique : tous publics (Alle Leeftijden)[6]
  - Québec : tous publics (G - General Rating)
  - Suisse romande : interdit aux moins de 10 ans[12]
  - Allemagne : enfants de 6 ans et plus (FSK 6)
  - République tchèque : n/a

## Distribution
- Gérard Jugnot : « Pigoil » (Germain Pigoil)
- Clovis Cornillac : Émile « Milou » Leibovich, pseudo-« ex de l'Armée rouge »
- Kad Merad : Jacky Jacquet, « le prince des imitateurs »
- Nora Arnezeder : Douce
- Pierre Richard : Max, « Monsieur TSF »
- Bernard-Pierre Donnadieu : Félix Galapiat « le bien-aimé »
- Maxence Perrin : Jojo Pigoil, le fils
- François Morel : Célestin, le bistrotier fan des imitations de Jacky
- Thierry Nenez : Crouzet, l'épicier
- Élisabeth Vitali : Viviane, la mère de Jojo
- Éric Naggar : Grevoul, l'« éminence grise » du SOC (« Salubrité Ordre Combat »)
- Éric Prat : le commissaire Tortil
- Julien Courbey : Mondain, l'homme de main (et chauffeur) de Galapiat
- Philippe du Janerand : Triquet, le sbire de Galapiat amateur de références historiques (Charles VI, Louis XVI)
- Marc Citti : l'inspecteur du Quai des Orfèvres
- Daniel Benoin : Borchard, le producteur
- Christophe Kourotchkine : Lebeaupin, le nouveau mari de Viviane
- Jean Lescot : Dorfeuil, le premier directeur du Chansonia
- Christian Bouillette : Dubrulle, le régisseur
- Reinhardt Wagner : Blaise, le pianiste
- Wilfred Benaïche : Jeannot, le costumier
- Frederic Papalia : Clément, le pote de Jojo Pigoil
- Stéphane Debac : L'inspecteur des services sociaux
- Gilles San Juan : Tony Rossignol
- François Jérosme : comique troupier
- Manuela Gourary : chanteuse réaliste
- Philippe Scagni : chanteur corse
- Thierry Liagre : le directeur de la blanchisserie
- Eric Bouvelle : L’accordéoniste

## Production

### Tournage
Le film fut tourné de juillet à octobre 2007 à Paris et Prague.
- Période de tournage : du 8 juillet au 18 octobre 2007
- Studios de tournage : Paris, Prague : Studios Barrandov
- Langue de tournage : français

### Musique
- Chansons, paroles de Frank Thomas et musique de Reinhardt Wagner :
  - Sous le balcon de Maria, interprétée par Gilles San Juan
  - Loin de Paname, interprétée par Nora Arnezeder
  - Un recommencement, interprétée par Nora Arnezeder
  - Il y a, interprétée par Kad Merad
  - Les Dingues, interprétée par Clovis Cornillac, Kad Merad
  - Attachez-moi, interprétée par Nora Arnezeder
  - Enterrée sous le bal, interprétée par Nora Arnezeder
  - Partir pour la mer, interprétée par Nora Arnezeder, Clovis Cornillac, Gérard Jugnot, Kad Merad
  - Le Môme Jojo, interprétée par Clovis Cornillac, Gérard Jugnot, Kad Merad, Frédéric Papalia
  - Y'aura jamais d'accordéon, interprétée par François Morel
  - Les Flageolets, interprétée par François Jérosme
  - Est-ce que Raymonde est blonde ?, interprétée par Kad Merad
  - Aime-moi, interprétée par Manuela Gourary
  - Une guitare, une femme et mon île, interprétée par Philippe Scagni

## Accueil

### Box-office
- Box-office français : 1 255 285 entrées[réf. souhaitée]

## Distinctions

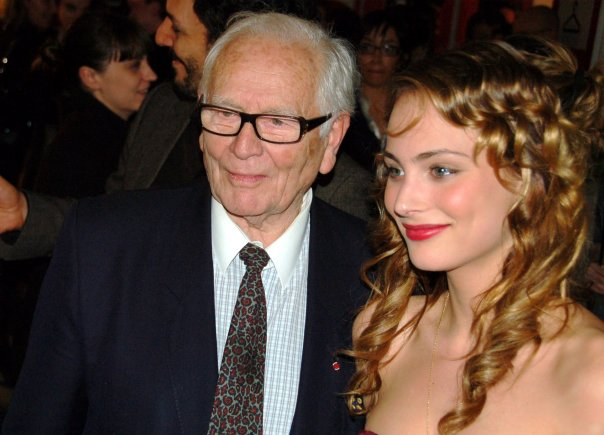
Nora Arnezeder avec Pierre Cardin aux étoiles d'or du cinéma français en 2009.

Entre 2008 et 2010, Faubourg 36 a été sélectionné 11 fois dans diverses catégories et a remporté 4 récompenses,.

### Récompenses
- Lumières de la presse étrangère 2009 : Lumière de la révélation féminine pour Nora Arnezeder.
- Etoiles d'Or de la Presse du Cinéma Français 2009 :
  - Étoile d’or de la révélation féminine française pour Nora Arnezeder,
  - Étoile d’or du compositeur de musique originale de films français pour Reinhardt Wagner.
- Trophées Jeunes Talents 2009 : Jeune comédien(ne) cinéma pour Nora Arnezeder.

### Nominations
- Festival des films du monde de Montréal 2008 : Grand Prix des Amériques pour Christophe Barratier.
- César 2009 :
  - Meilleure photographie pour Tom Stern,
  - Meilleurs décors pour Jean Rabasse,
  - Meilleurs costumes pour Carine Sarfati,
  - Meilleure musique écrite pour un film pour Reinhardt Wagner,
  - Meilleur son pour Daniel Sobrino, Roman Dymny et Vincent Goujon.
- Oscars 2010 : Meilleure chanson originale pour Reinhardt Wagner et Frank Thomas (pour la chanson Loin de Paname).

## Autour du film

### Thèmes et contexte
Le scénario s'inspire d'une idée de Frank Thomas et de Reinhardt Wagner. Le premier a écrit tous les textes des chansons et le second toutes les musiques. Le film retrouve la veine de ce qui se faisait au cinéma dans les années 1930.
Barratier déclara qu'il voulait reprendre l'époque à travers une chronique de la vie quotidienne, en recréant l'ambiance mais évite les allusions historiques exceptées le front populaire. C'est pour cela que la CGT n'est pas nommée et que le parti « Salubrité Ordre Combat » est fictif mais s'inspire clairement des ligues d'extrême droite.

### Discographie
- 8 septembre 2008 : Faubourg 36, BO du film, 1 CD Remark Mercury.